# Décès en 882
Décès
- 878
- 879
- 880
- 881
- 882
- 883
- 884
- 885
- 886

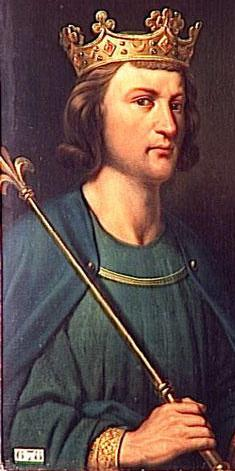
Louis III mort en 882.

Cette page dresse une liste de personnalités mortes au cours de l'année 882 :
- 20 janvier (date probable) : Louis III de Germanie dit Louis le Jeune roi de Germanie, à Francfort-sur-le-Main[1].
- 5 août : Louis III, roi de Francie occidentale. Il se brise le crâne contre le linteau d’une porte alors qu’il poursuivait une jeune fille à cheval[2].
- 16 décembre : Le pape Jean VIII est assassiné.
- 21 décembre : Hincmar, archevêque de Reims meurt à Épernay en fuyant les Vikings[3].

- Adarnassé Ier d'Abkhazie, roi d’Abkhazie.
- Askold et Dir, maîtres de Kiev.
- García Jiménez de Navarre, sous-roi ou co-roi d’une partie du royaume de Pampelune.
- Thierry le Trésorier, comte d'Autun.

date incertaine
- en 882 ou 883 : 
  - Guy II de Spolète, duc de Spolète et margrave de Camerino.
- vers 882 :
  - Éric IV Anundsson, roi de Suède.

## Crédit d'auteurs
- Cet article est partiellement ou en totalité issu de l'article intitulé « 882 » (voir la liste des auteurs).